# インノケンティウス7世 (ローマ教皇)
インノケンティウス7世（Innocens VII, 1336年 - 1406年11月6日）は、ローマ教皇（在位：1404年 - 1406年）。15世紀初め、教会大分裂の時期の教皇である（アヴィニョン対立教皇はベネディクトゥス13世）。アブルッツォ地方スルモーナの出身で、本名はコジモ・デ・ミリョラーティ（Cosimo de' Migliorati）。
ボローニャ大学で法律を学んだ後、ペルージャ大学・パドヴァ大学で法学教授を務め、教皇ウルバヌス6世の下でローマ教皇庁に入った。1387年にラヴェンナ大司教、1389年にボローニャ大司教、同年にボニファティウス9世から枢機卿に任命された。翌1390年は教皇特使にも任命、北イタリアへ派遣された。
1404年のボニファティウス9世死後のコンクラーヴェ（教皇選挙）で選出後、ローマで市民が不穏な動きを見せたため、ナポリ王ラディズラーオ1世の働きかけで一旦市民と和睦した。ところが治安を任せた甥のルドヴィーコ・ミリョラーティがローマ市民指導者層11人を殺害したため、1405年にローマ市民が反乱を起こし、教皇はヴィテルボに逃れる。反乱鎮圧後ローマに戻るが、1406年に急死した。ベネディクトゥス13世との交渉は無視したため上手く行かず、分裂終息は次の教皇グレゴリウス12世の代に持ち越された。